# Rangaku

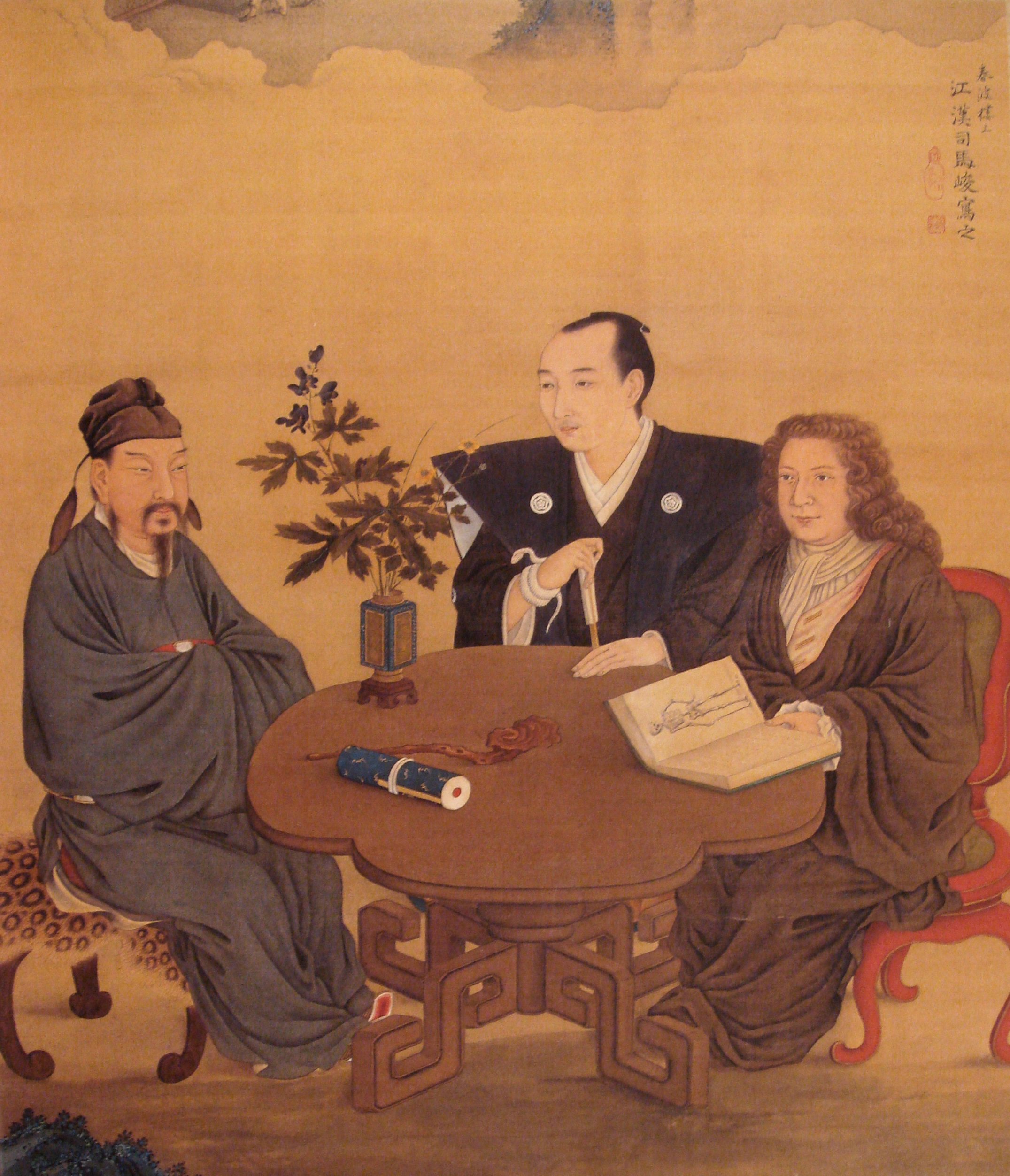
Möte mellan Japan, Kina och Västern, målning av Shiba Kokan från slutet av 1700-talet

Rangaku (蘭学) kallades i Tokugawashogunatets slutna Japan studiet av västerländska vetenskaper. Ordet ran (蘭) kommer av det japanska namnet för Holland (和蘭陀/オランダ Oranda), som tillsammans med Kina (Qingdynastin) var den enda nation Japan handlade med under stora delar av shogunatet.
Till rangaku räknades bland annat studierna av västerländsk medicin, västerländsk konst och perspektivmålning och västerländsk teknologi. Linnés lärjunge Carl Peter Thunberg hör till dem vars verk blivit föremål för studier inom rangaku.